# Banana (Kiribati)
Banana – osada na wyspie Kiritimati (Wyspie Bożego Narodzenia) w Kiribati. Znajduje się w północno-wschodniej części wyspy w pobliżu Portu lotniczego Cassidy. Jest trzecią co do wielkości miejscowością na wyspie, zamieszkana przez 1170 osób (2005).